# 邪眼 (中東)

邪眼

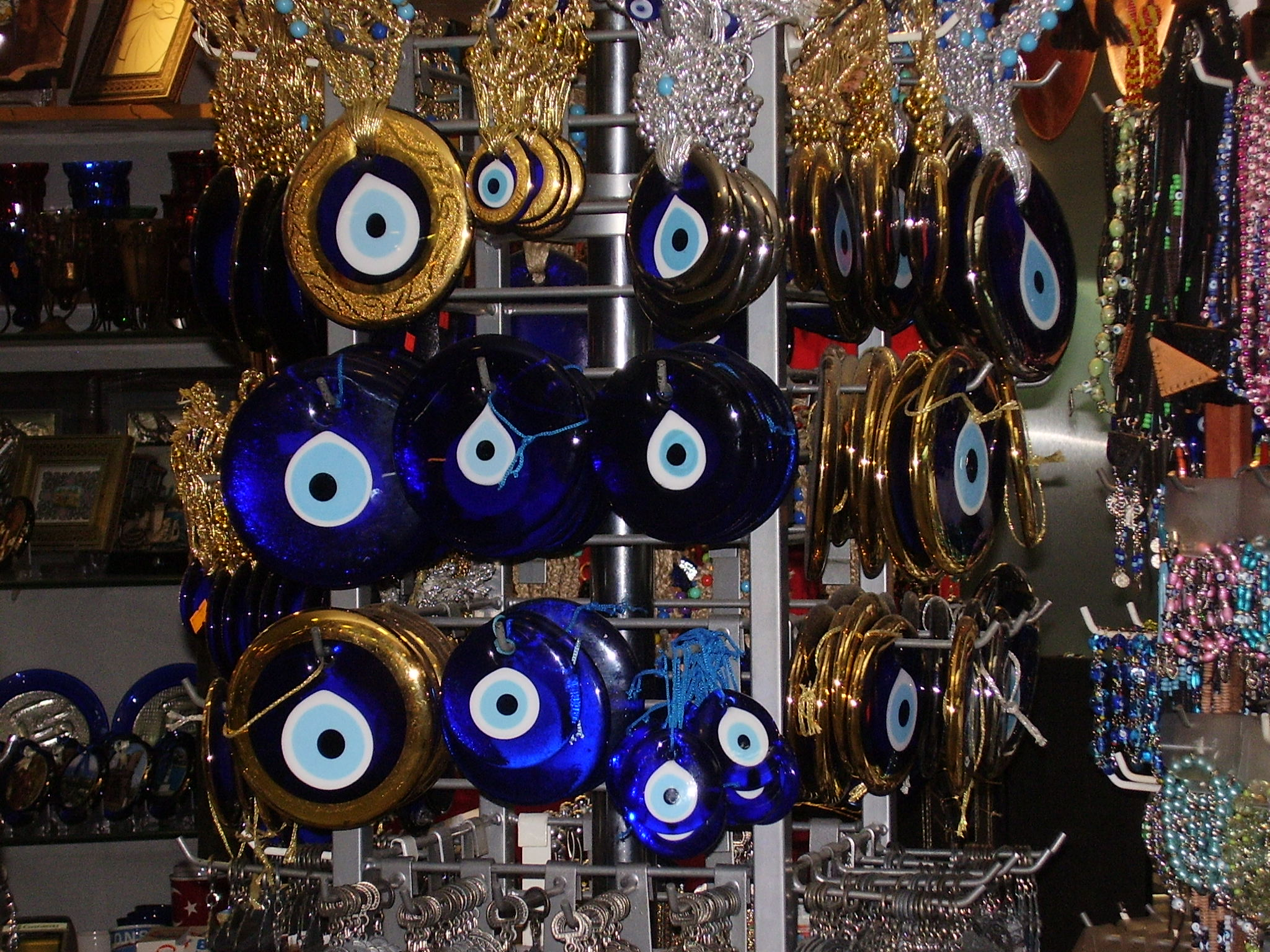
土耳其店鋪中販賣的邪眼

邪眼（土耳其語：Nazar Boncuğu）尚有惡眼、惡魔之眼、纳扎尔球、纳扎尔护身符等多種類的稱呼，是在土耳其及鄰近區域、中亞地區常見的一種防止嫉妒力量（即邪眼本意）的護身符。
世界上許多國家與區域廣泛有著「由嫉妒而生的邪眼會產生詛咒，帶來惡運、疾病與死亡」的民間信仰，土耳其也是其中之一。許多人會將許多匪夷所思的災厄歸咎於邪視的詛咒，並相信對抗邪視的方法就是掛上「邪眼」以毒攻毒。
邪眼的表現形態因地區的不同而有相当大的差異，在土耳其的邪眼是如右圖那樣由數個（通常為4個）類似同心圓的圓形所組成的眼睛。在配色方面，傳統上採用藍白相間的設計，所以有「藍眼」的別稱；此外也有第二內圈為黃色的邪眼，例如。近世由於裝飾用途的需求增加，所以也有各式各樣新的色彩組合出現。在材質方面，避邪用的邪眼通常使用較易碎的材質製作，例如玻璃，因為當地人相信邪眼會對抗與吸收邪視所帶來的魔力，一旦邪眼破裂，即表示邪眼發揮了避邪效果，人們會掛上新的邪眼代替。

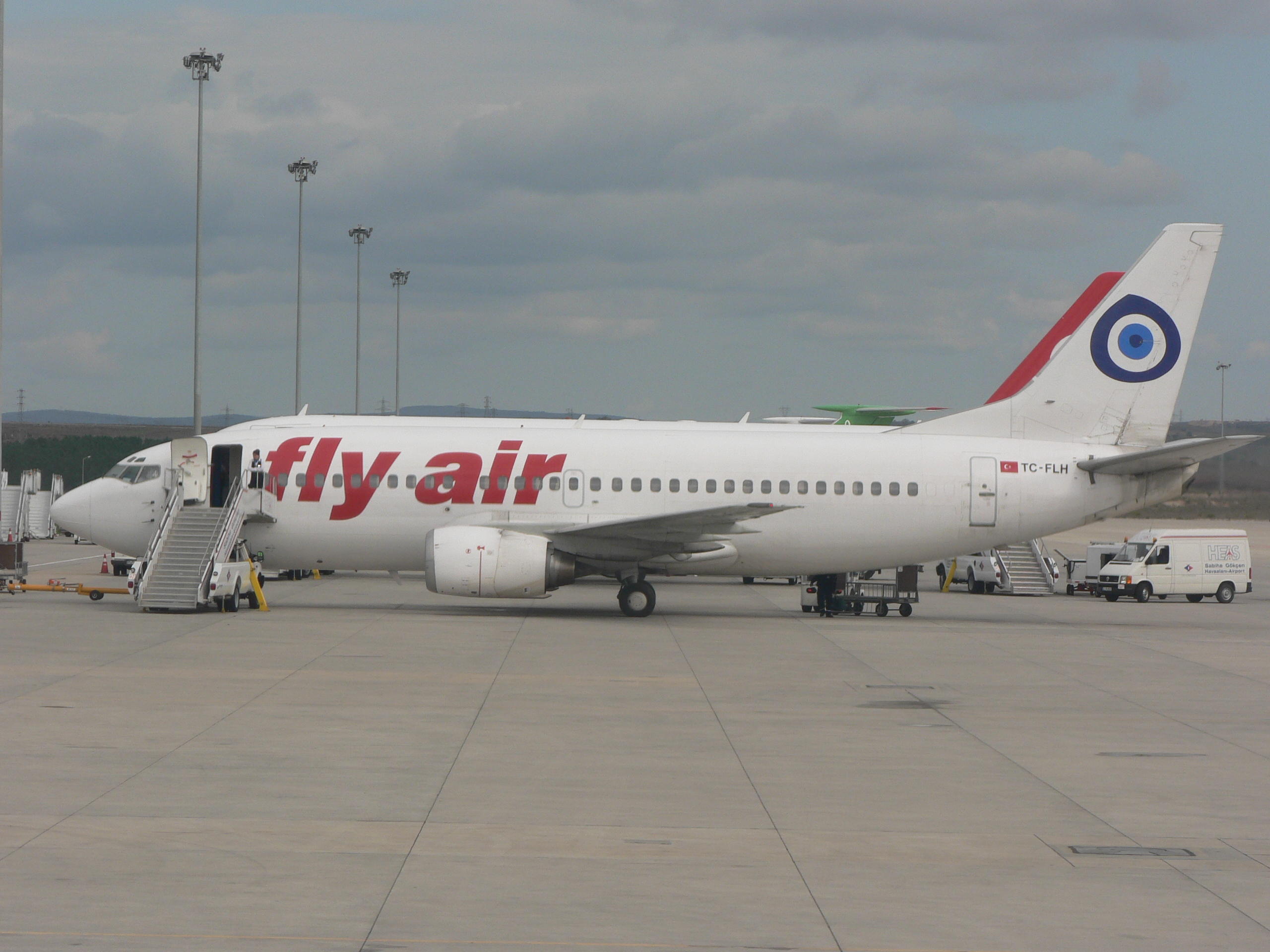
土耳其飛翔航空飛機尾翼上繪著邪眼

在土耳其，邪眼常懸掛或彩繪在房屋的牆壁與交通工具上，許多人身上也會配戴邪眼樣式的項鍊、手鍊等飾品，因為十分常見，而且造型特殊，對觀光客而言是相當具有地方特色的圖騰，所以土耳其的邪眼也成為土耳其文化的象徵之一。